# Lim (Kroatië)

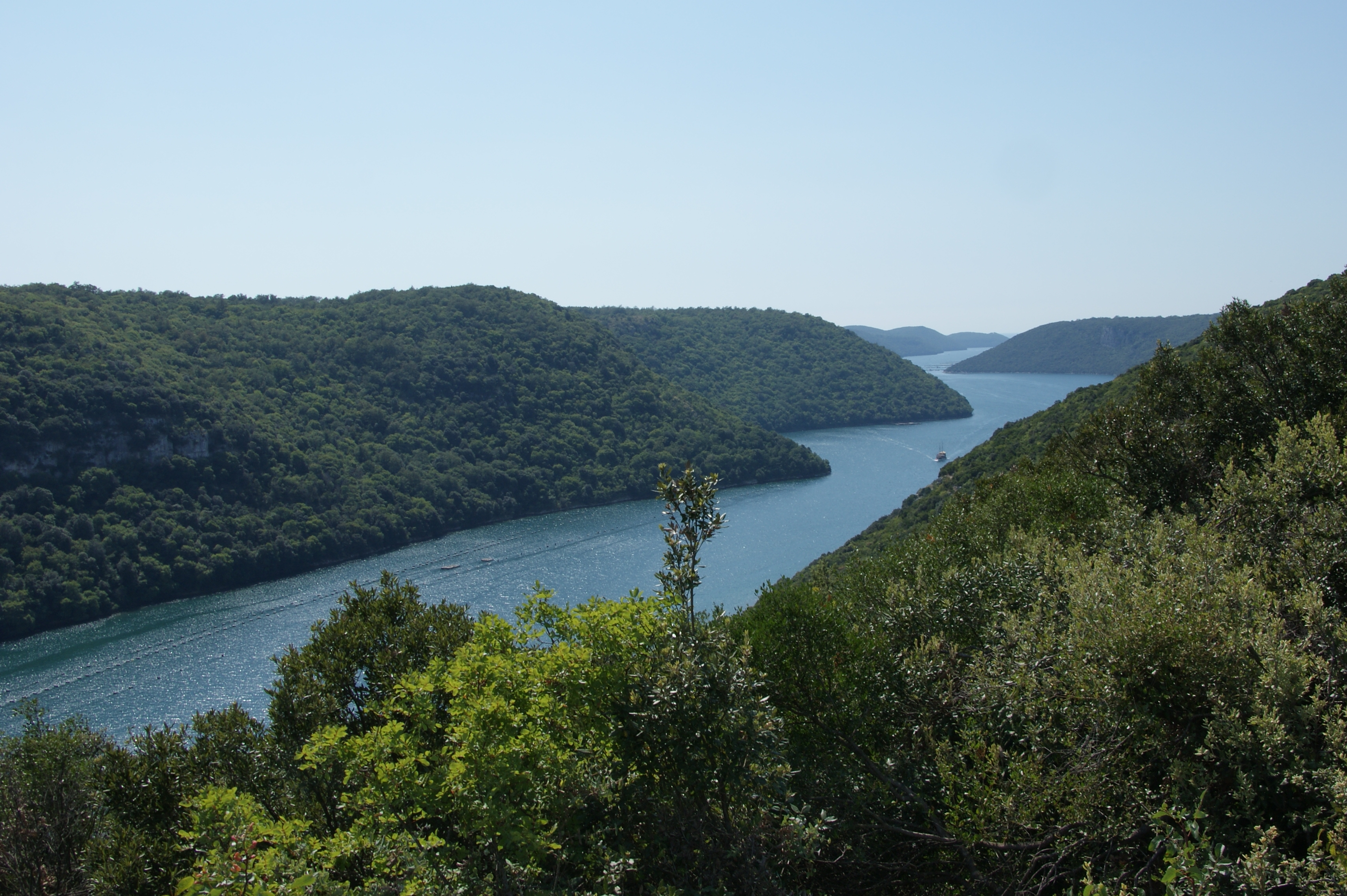
Limbaai

De Limbaai en Limvallei vormen een apart geografisch kenmerk vlak bij Rovinj (Italiaans: Rovigno) en Vrsar (Italiaans: Orsera) aan de westkust van Istrië, Kroatië, ten zuiden van Poreč. De naam heeft zijn oorsprong in het Latijn: "limes" is de naam voor limiet of grens; de Lim diende als grens tussen de Romeinse provincies Dalmatië en Italia.
De Limvallei (Kroatisch: Limska draga of Limska dolina) is de 35 kilometer lange vallei van de rivier Pazinčica, die uitmondt in de Limbaai (Limski zaljev), een tien kilometer lang estuarium eindigend in de Adriatische Zee.
In 1958 werd de film The Vikings (de Vikingen, waarin Kirk Douglas een rol speelde) in het estuarium gemaakt. De baai wordt wel - ten onrechte - Limfjord genoemd. Een fjord is namelijk gevormd door een gletsjer, wat hier niet het geval is. Waarschijnlijk is de Limbaai een verzonken rivierdal - van de rivier Pazinčica-  en dus een ría. Omdat de Limbaai zo smal is, wordt deze ook wel als kanaal aangeduid (Limski kanal). 
De Deense Limfjord is evenmin een echte fjord maar een baai tussen het eiland Vendsyssel-Thy en het schiereiland Jutland.